# Žitavce
Žitavce jsou obec na Slovensku v okrese Nitra v Nitranském kraji. Žije v ní 396 obyvatel.

## Historie
Archeologické nálezy dokládají původní osídlení už v neolitu. První písemná zmínka o vesnici pochází z roku 1232, kde je uvedena jako Gurmot, později Gormoth. Další názvy z roku 1319 jako Gormath, z roku 1773 Gyarmaty, v roce 1920 Žitavské Ďarmoty, v letech 1927 až 1938 a 1945 až 1948 Ďarmoty nad Žitavou.
V roce 1275 byla obec rozdělená mezi panství hradu Hlohovec a ostrihomské arcibiskupství, které zde dosadilo své predalisty. Později byla rozdělená mezi zemany z Lule (osada Ostrovné Ďarmoty) a predialisty (osady Žitavské a Lehotské Ďarmoty). V roce 1828 bylo v obci 93 domů a v nich žilo 638 obyvatel. Osady byly sloučeny a vznikla obec Ďarmoty nad Žitavou, od roku 1948 Žitavce. V období let 1938 až 1945 byla obec (pod názvem Zsitvagyarmat) v důsledku první vídeňské arbitráže připojena k Maďarsku.

## Přírodní poměry
Obec leží na rozhraní Pohronské pahorkatiny a Podunajské nížiny v údolí řeky Žitavy, na jejím levém břehu. Nadmořská výška území se pohybuje v rozmezí od 135 do 206 metrů, střed obce je ve výšce 138 metrů. Rovinný až pahorkový reliéf je tvořen třetihorními jíly s vrstvami písků a štěrků. V jihovýchodní části se nacházejí ostrůvky lesů, zemědělskou půdu tvoří černozem a nivní půdy. Ve vsi se nachází chráněný areál Žitavský park.

## Pamětihodnosti
- Klasicistní klášter z 18. století.[5]
- Římskokatolický kostel svatého Štěpána z roku 1699 přestavěný v roce 1776 do klasicistní podoby.[6][4]
- Novobarokní socha svatého Jana Nepomuckého s podstavcem z roku 1760.[7]
- Novobarokní socha Panny Marie z roku 1888.[8]

## Galerie

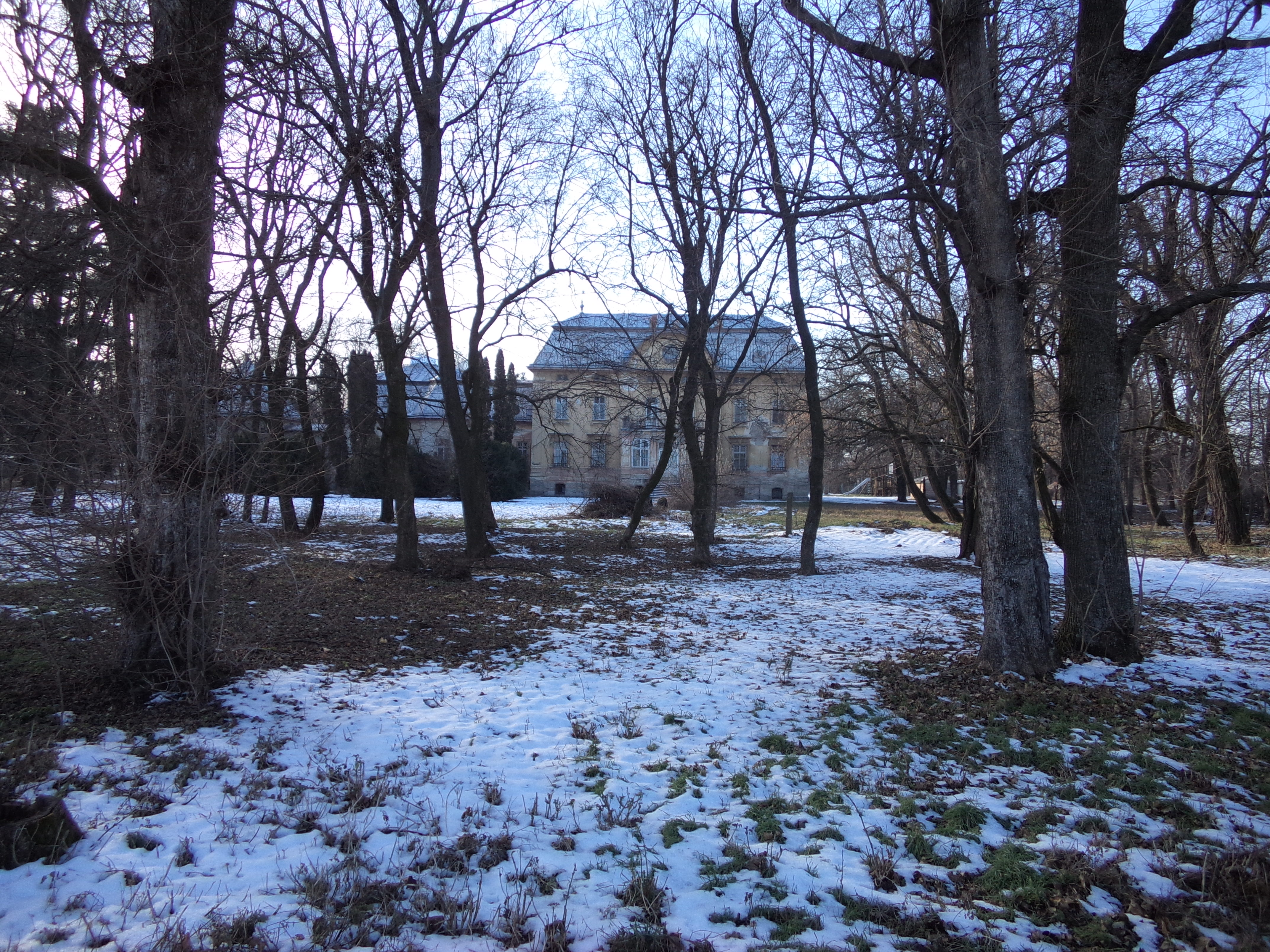
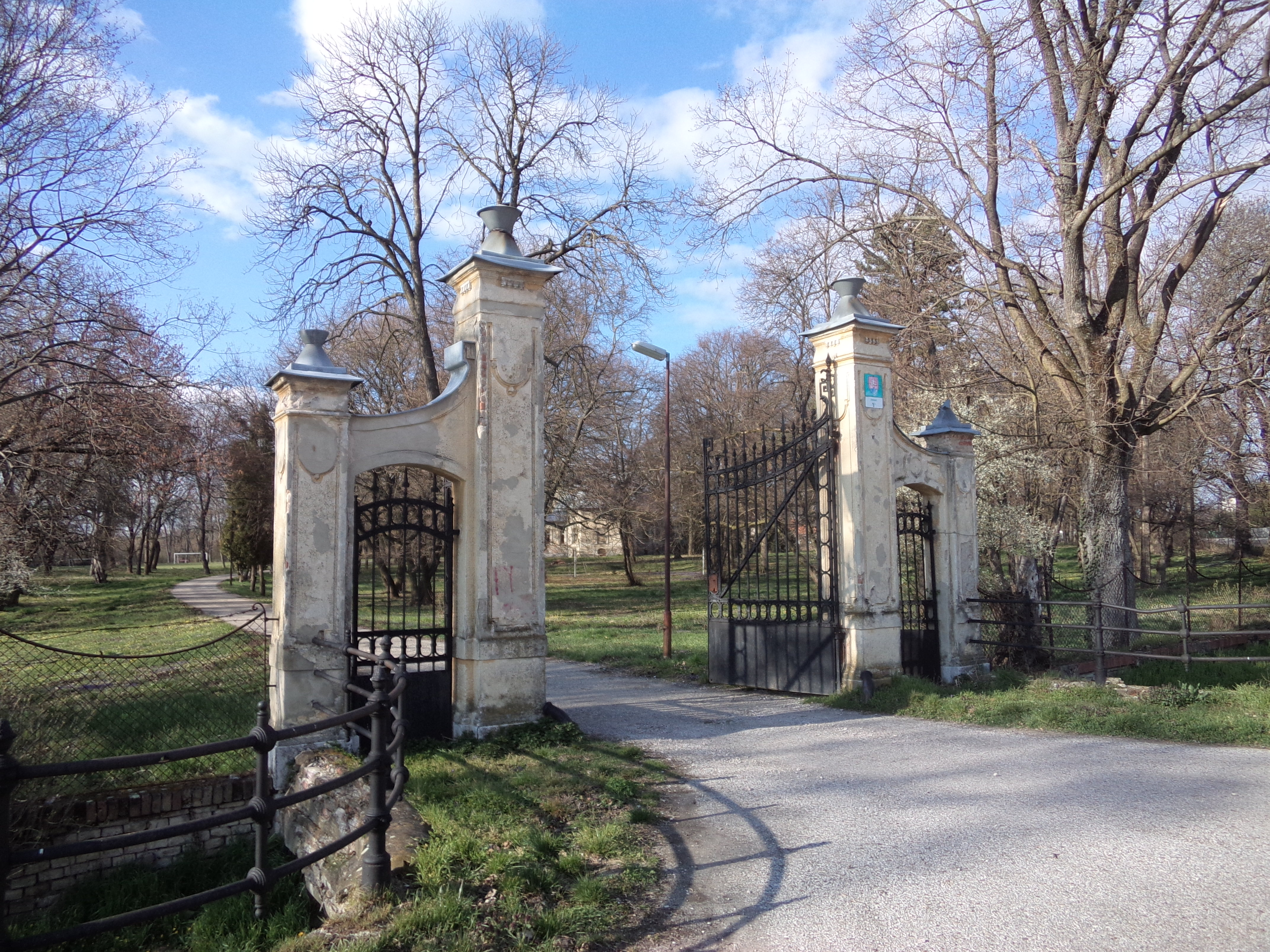
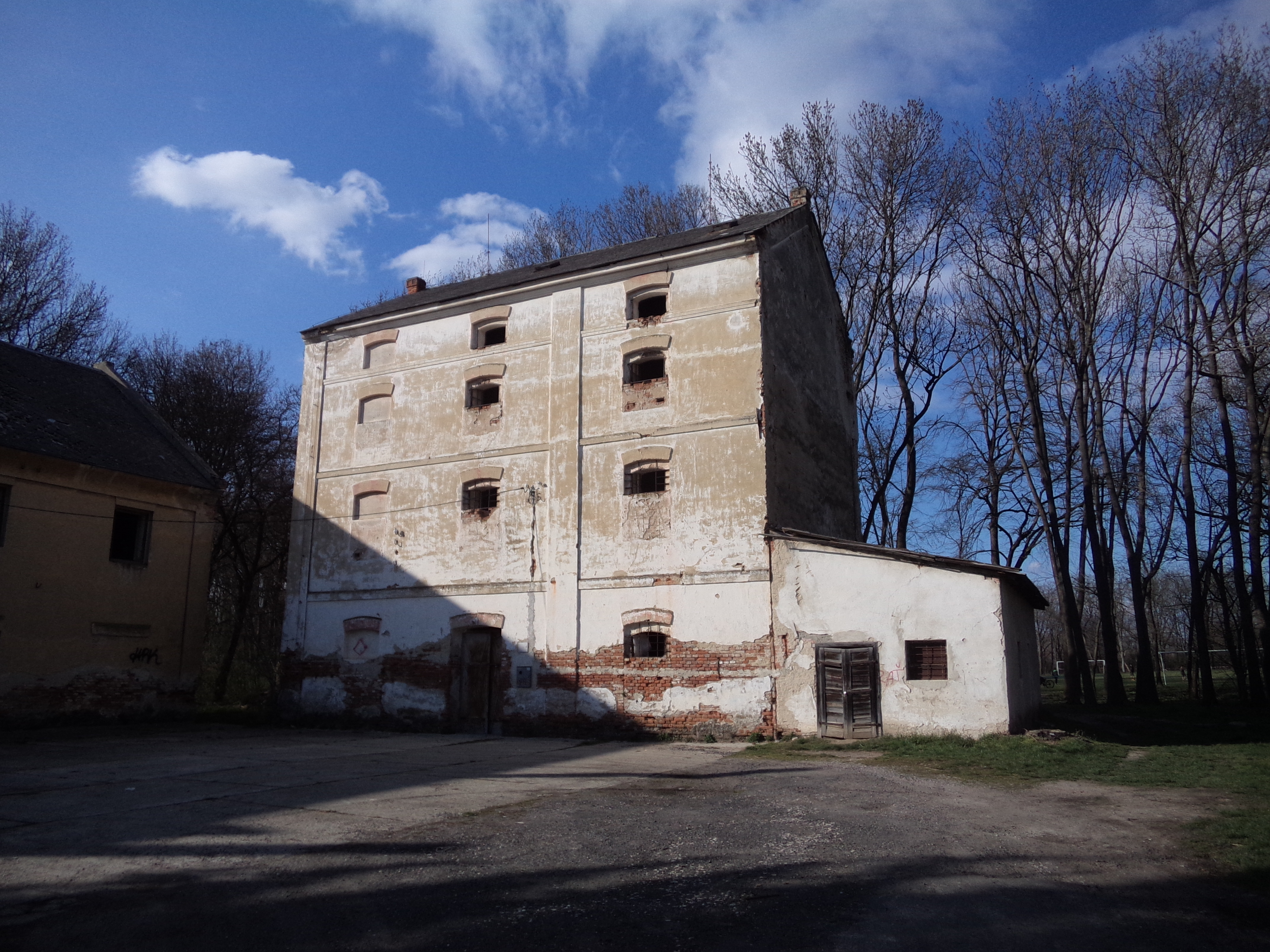
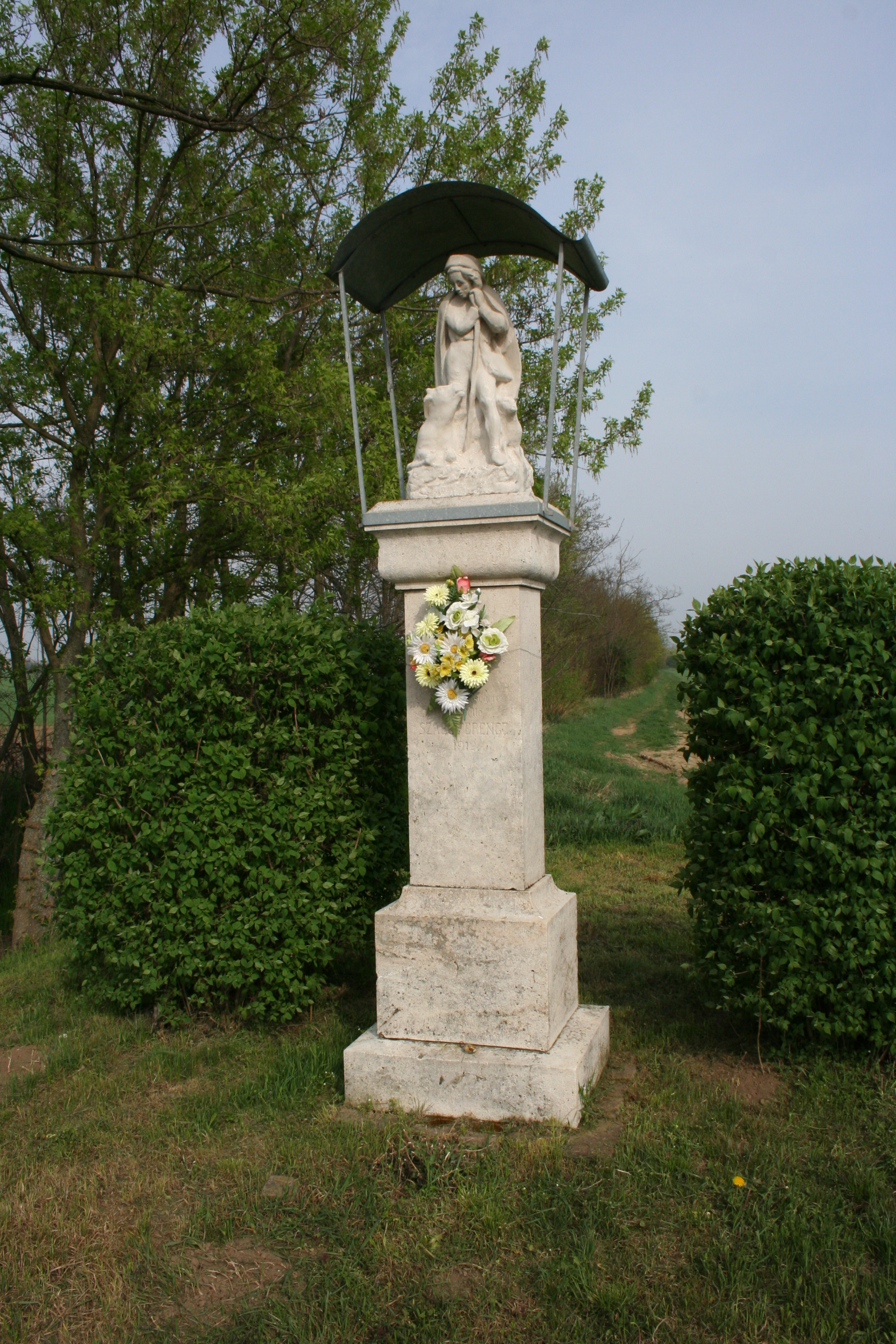